# Nowoswobodnaja
Nowoswobodnaja (ros. Новосвободная) – stanica w Rosji, w Adygei, w rejonie majkopskim. W 2021 liczyła 632 mieszkańców.